# Arctornis subinanis
Arctornis subinanis är en fjärilsart som beskrevs av Walker 1866. Arctornis subinanis ingår i släktet Arctornis och familjen tofsspinnare. Inga underarter finns listade i Catalogue of Life.